# 科莫倫特鎮區 (明尼蘇達州貝克縣)
科莫倫特鎮區（英語：Cormorant Township）是位於美國明尼蘇達州貝克縣的一個行政鎮區。

## 地方資料
科莫倫特鎮區的面積為93.90平方千米，當中陸地面積為68.20平方千米，而水域面積為25.70平方千米。根據2020年美國人口普查的數據，當地共有人口1388人，而人口密度為每平方千米14.78人。